# Castanopsis glabra
Castanopsis glabra là một loài thực vật có hoa trong họ Fagaceae. Loài này được Merr. mô tả khoa học đầu tiên năm 1914.